# Турунандзи
Турунандзі (устар. Турун-Андзі) — річка в Росії, тече по території Удорського району Республіки Комі. Лівий приплив річки Кос'ю. Довжина річки складає 35 км.
Тече по лісовій болотистій місцевості. Від початку тече на південь, потім поступово переважаючим напрямом течії стає захід, у нижній течії основний напрямок течії є північний захід. Впадає в Кос'ю поблизу її гирла на висоті 66 м над рівнем моря.
У 0,4 км від гирла, правому березі в Турунандзі впадає річка Ленві.

## Дані водного реєстру
За даними державного водного реєстру Росії відноситься до Двінсько-Печорського басейнового округу, водогосподарська ділянка річки — Мезень від витоку до водомірного посту біля села Малонісогорська. Річковий басейн річки — Мезень.
Код об'єкта в державному водному реєстрі — 03030000112103000047320.